# 天順 (楊安兒)
天順（1214年五月—十二月）是金朝末期紅襖軍領袖楊安兒的年號，前後共8個月。

## 紀年對照表
| 天順 | 元年   |
| ---- | ------ |
| 西元 | 1214年 |
| 干支 | 甲戌   |

## 同期存在的其他政權年號
- 中國
  - 嘉定（1208年－1224年）：宋—宋寧宗趙擴之年號
  - 貞祐（1213年－1217年）：金—金宣宗完顏珣之年號
  - 天統（1213年－1216年）：金時期—耶律留哥之年號
  - 天賜（1214年）：金時期—劉永昌之年號
  - 光定（1211年－1223年）：西夏—夏神宗李遵頊之年號
  - 天開（1205年－1225年）：大理—段智祥之年號
- 越南
  - 建嘉（1211年－1224年）：李朝—李旵之年號
- 日本
  - 建曆（1211年－1214年）：順德天皇之年號
  - 建保（1214年－1219年）：順德天皇之年號

## 深入閱讀
- 李崇智. . 北京: 中華書局. 2004年12月. ISBN 7101025129.

## 參看
- 中國年號索引
- 其他時期使用的天順年號